# 龍運巴士R42線
龍運巴士R42線只於公眾假期（09:15）由港鐵大圍站開往香港迪士尼樂園及星期六、公眾假期樂園關門後開往大圍站。
特別路線R42D由沙田市中心單向前往迪士尼樂園，途經葵芳站，只會在特別情況下服務。
龍運巴士R40線由香港迪士尼樂園單向前往烏溪沙站的巴士路線，途經荃灣、大圍、沙田市中心、亞公角、大水坑、馬鞍山市中心，只會在特別情況下服務。

## 歷史
本線在香港迪士尼樂園未建成前已經規劃，最初編號為D42線。2005年6月22日政府公佈香港迪士尼樂園公共交通安排後，才正名為R42線。
- 2005年8月16日：為配合香港迪士尼樂園即將啟用而投入服務，只於每天早上提供由大圍開往迪士尼樂園及晚上由迪士尼樂園開往大圍之單向服務。
- 2008年10月13日：取消平日往迪士尼樂園之班次。
- 2012年9月30日：改由龍運巴士自行派車行走，以配合其他個別路線車長用膳時間不得少於60分鐘。
- 2016年4月17日：假日往迪士尼樂園之班次减至2班，並調整開出時間。[1]
- 2018年1月1日：取消平日往大圍鐵路站之班次。
- 2018年5月4日：R40及R42D線投入服務。[2]
- 2019年5月4日：R42D加停「葵芳站」巴士站，以配合R32D線停辦。 [3]
- 2020年1月26日至6月20日、7月15日起：迪士尼樂園因受2019冠狀病毒病疫情影響關閉，該線暫停服務。[4][5][6]

## 收費
R42
- 全程：$23.5[7]
- 青嶼幹線轉車站往香港迪士尼樂園：$7.4

R40
- 全程：$30[7]

不設分段收費及八達通轉乘優惠。
R42D
- 全程：$25[7]

不設分段收費及八達通轉乘優惠。
| - 本線設有12歲以下小童及65歲或以上長者半價優惠。 - 65歲或以上香港居民使用「樂悠咭」，以及12歲以下合資格殘疾兒童使用「殘疾人士身份」個人八達通繳付車資，均可享有每程$2.0或半價（以較低者為準）的票價優惠；12至64歲合資格殘疾人士使用「殘疾人士身份」個人八達通（包括「樂悠咭」），以及60至64歲香港居民使用「樂悠咭」繳付車資，均可享有每程$2.0或全費（以較低者為準）的票價優惠。 - 65歲或以上長者如使用長者或一般個人八達通繳付車資，則只可享有半價優惠；12至64歲合資格殘疾人士如不使用「殘疾人士身份」個人八達通，以及60至64歲人士如不使用「樂悠咭」繳付車資，必須繳付全費。 - 乘客可以現金或八達通於上車時付款，不設找續。 - 每位成人乘客可免費攜帶最多兩名4歲以下而不佔座位的兒童乘客乘車，超額之4歲以下小童必須繳付小童車費乘車。 - 持有「九巴月票」之乘客在車票有效期內，每日可享最多10程任何九龍巴士及龍運巴士路線（包括本路線，以及聯營路線的九龍巴士／龍運巴士提供的班次；惟乘搭機場「A」及「NA」線則可享原價二七折優惠（不會計算每天10次合資格車程））；而B1線則每日可享最多各2程（不會計算每天10次合資格車程）。 - 九龍巴士、城巴、龍運巴士及陽光巴士全職員工及家屬（不包括外判職員）可免費乘搭本路線，惟必須拍職員或職員家屬八達通。 - 乘客亦可透過多元化電子支付系統（e度嘟）繳付車資，包括使用非接觸式VISA卡、JCB卡、萬事達卡、銀聯卡、美國運通、大來國際、Discover Card、Apple Pay、Google Pay、Samsung Pay、AlipayHK「易乘碼」、支付寶、WeChatHK／微信支付「搭車碼」、銀聯雲閃付「乘車碼」及BOC Pay「乘車碼」。乘客使用此付款方式，使用此支付方式的乘客可享有中途下車之分段收費，以及與其他九巴／龍運獨營路線或聯營線九巴／龍運班次之轉乘優惠，惟不適用於與非九巴／龍運路線之轉乘優惠，亦不能享有「公共交通費用補貼計劃」及「長者及合資格殘疾人士公共交通票價優惠計劃」。 |

## 行車路線
R42
- 大圍站開途經：車公廟路、獅子山隧道公路、沙田正街、沙田市中心巴士總站、沙田正街、橫壆街、源禾路、沙田鄉事會路、大埔公路、城門隧道公路、城門隧道、象鼻山路、大河道北、大河道、楊屋道、德士古道、青荃路、青衣北岸公路、青衣西北交匯處、青嶼幹線、北大嶼山公路、竹篙灣交匯處、竹篙灣公路、神奇道及幻想道。

- 迪士尼樂園開途經：幻想道、神奇道、竹篙灣公路、竹篙灣交匯處、北大嶼山公路、青嶼幹線、青衣西北交匯處、青衣北岸公路、青荃路、德士古道、楊屋道、大河道、大河道北、象鼻山路、城門隧道、城門隧道公路、大埔公路、沙田鄉事會路、沙田市中心巴士總站、沙田正街、白鶴汀街、沙田正街、獅子山隧道公路、車公廟路及車公廟路。

R42D
- 沙田市中心開途經：沙田正街、橫壆街、源禾路、沙田鄉事會路、大埔公路 – 沙田段、城門隧道公路、城門隧道、象鼻山路、荃錦交匯處、德士古道北、德士古道、荃青交匯處、荃灣路、興芳路、葵福路、迴旋處、葵義路、葵芳站巴士總站、葵義路、葵富路、興芳路、葵青路、青衣路、迴旋處、青衣路、迴旋處、青沙公路、長青公路、青衣西北交匯處、青嶼幹線、北大嶼山公路、竹篙灣公路、迴旋處、神奇道、迴旋處及幻想道

### 車站一覽

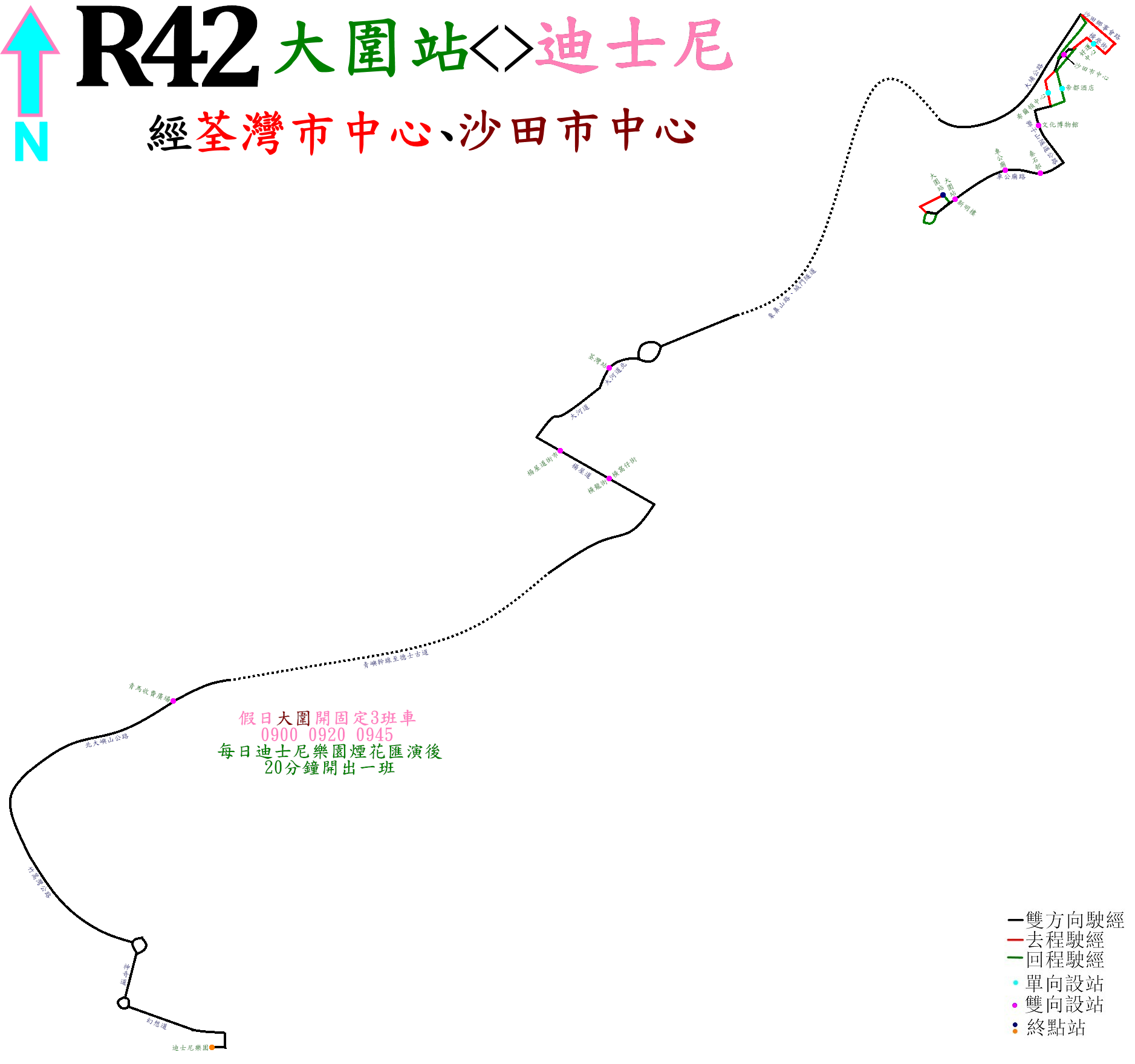
R42線的走線圖

R42
| 大圍站開 | 大圍站開           | 大圍站開                 | 迪士尼樂園開 | 迪士尼樂園開       | 迪士尼樂園開         |
| 車站     | 車站名稱           | 位置                     | 車站         | 車站名稱           | 位置                 |
| -------- | ------------------ | ------------------------ | ------------ | ------------------ | -------------------- |
| 1        | 大圍站巴士總站     | 大圍站公共運輸交匯處     | 1            | 迪士尼樂園巴士總站 | 迪士尼公共運輸交匯處 |
| 2        | 車公廟             | 車公廟路                 | 2            | 青馬收費廣場       | 北大嶼山公路         |
| 3        | 秦石邨             | 車公廟路                 | 3            | 橫龍街             | 楊屋道               |
| 4        | 文化博物館         | 獅子山隧道公路           | 4            | 楊屋道街市         | 楊屋道               |
| 5        | 希爾頓中心         | 沙田正街                 | 5            | 大河道             | 大河道               |
| 6        | 沙田市中心         | 沙田市中心巴士總站       | 6            | 荃灣站             | 大河道北             |
| 7        | 好運中心           | 橫壆街                   | 7            | 沙田市中心         | 沙田市中心巴士總站   |
| 8        | 荃灣站             | 大河道北                 | 8            | 帝都酒店           | 白鶴汀街             |
| 9        | 楊屋道街市         | 楊屋道                   | 9            | 文化博物館         | 獅子山隧道公路       |
| 10       | 橫窩仔街           | 楊屋道                   | 10           | 秦石邨             | 車公廟路             |
| 11       | 青馬收費廣場       | 北大嶼山公路             | 11           | 車公廟             | 車公廟路             |
| 12       | 迪士尼樂園巴士總站 | 迪士尼樂園公共運輸交匯處 | 12           | 新翠邨新明樓       | 車公廟路             |
|          |                    |                          | 13           | 大圍站巴士總站     | 大圍站公共運輸交匯處 |

R42D
| 沙田市中心 開                      | 沙田市中心 開      | 沙田市中心 開            |
| 序號                               | 車站名稱           | 位置                     |
| ---------------------------------- | ------------------ | ------------------------ |
| 1                                  | 沙田市中心巴士總站 | 沙田市中心巴士總站       |
| 大埔公路-沙田段至象鼻山路； 荃灣路 |                    |                          |
| 2                                  | 葵芳站             | 葵芳站公共運輸交匯處     |
| 葵青路； 青沙公路至北大嶼山公路    |                    |                          |
| 3                                  | 青馬收費廣場       | 北大嶼山公路             |
| 竹篙灣公路                         |                    |                          |
| 4                                  | 迪士尼樂園巴士總站 | 迪士尼樂園公共運輸交匯處 |

R40
| 迪士尼樂園 開                                             | 迪士尼樂園 開      | 迪士尼樂園 開          |
| 序號                                                      | 車站名稱           | 位置                   |
| --------------------------------------------------------- | ------------------ | ---------------------- |
| 1                                                         | 迪士尼樂園巴士總站 | 迪士尼公共運輸交匯處   |
| 竹篙灣公路； 北大嶼山公路至青嶼幹線；青衣北岸公路、青荃路 |                    |                        |
| 2                                                         | 大河道             | 大河道                 |
| 3                                                         | 荃灣站             | 大河道北               |
| 象鼻山路、城門隧道、城門隧道公路                          |                    |                        |
| 4                                                         | 大圍道             | 大圍道                 |
| 5                                                         | 大圍街市           | 美田路                 |
| 6                                                         | 大圍站             | 車公廟路               |
| 7                                                         | 車公廟             | 車公廟路               |
| 8                                                         | 秦石邨             | 車公廟路               |
| 獅子橋                                                    |                    |                        |
| 9                                                         | 文化博物館         | 獅子山隧道公路         |
| 10                                                        | 希爾頓中心         | 沙田正街               |
| 11                                                        | 沙田市中心         | 沙田市中心巴士總站     |
| 12                                                        | 好運中心           | 橫壆街                 |
| 沙燕橋                                                    |                    |                        |
| 13                                                        | 麗豪酒店           | 大涌橋路               |
| 14                                                        | 富豪花園           | 大涌橋路               |
| 15                                                        | 沙田第一城         | 大涌橋路               |
| 16                                                        | 濱景花園           | 大涌橋路               |
| 17                                                        | 沙田醫院           | 亞公角街               |
| 18                                                        | 亞公角             | 亞公角街               |
| 19                                                        | 富安花園           | 富安花園巴士總站       |
| 20                                                        | 錦泰苑             | 寧泰路                 |
| 21                                                        | 德信中學           | 寧泰路                 |
| 22                                                        | 海典灣             | 寧泰路                 |
| 23                                                        | 聽濤雅苑           | 西沙路                 |
| 24                                                        | 頌安邨             | 西沙路                 |
| 25                                                        | 福安花園           | 西沙路                 |
| 26                                                        | 海栢花園           | 西沙路                 |
| 27                                                        | 馬鞍山警署         | 馬鞍山路               |
| 28                                                        | 錦英苑             | 錦英路                 |
| 29                                                        | 錦龍苑             | 錦英路                 |
| 30                                                        | 利安邨             | 西沙路                 |
| 31                                                        | 烏溪沙站巴士總站   | 烏溪沙站公共運輸交匯處 |

## 服務時間

### 時間表
R42
| 大圍站開         | 大圍站開                           |
| ---------------- | ---------------------------------- |
| 服務日期         | 服務時間                           |
| 公眾假期         | 09:15                              |
| 香港迪士尼樂園開 |                                    |
| 服務日期         | 服務時間                           |
| 星期六及公眾假期 | 最後一場巡遊表演結束後約20分鐘開出 |

## 使用車輛
本線使用九龍巴士，但由龍運車長駕駛。
2012年9月30日，大部分班次改由於同日起減少假日班次的龍運巴士E42線抽調車輛行走，但回程班次若於晚上八時開出，仍會由九巴抽調車輛行走（通常為亞歷山大丹尼士Enviro 500 ）。

## 現況
本線在沙田區受到港鐵的競爭較小，但由沙田區往來迪士尼的乘客多數由E42轉乘R8，總車資（$20.8）比本線（$23.5）便宜。更甚的是，規劃時本路線不經荃灣，在荃灣區議會要求下才改經大河道北及楊屋道，但幾乎無人上落，因為在荃灣區的乘客多會乘坐港鐵。
自2009年港鐵西鐵線九龍南線通車後，港鐵轉線次數減少，乘客在南昌站可經屯馬線轉乘東涌線，雖然走線迂迴卻更為方便，引致更多沙田區乘客改乘港鐵。

## 相關事件
2014年11月29日：有人在討論區貼文指該晚唯一的回程班次（Enviro500 8527／RK3419）嚴重超載，並批評龍運當晚拒絕加班的處理手法。

## 外部連結
- The Kowloon Motor Bus Co. (1933) Ltd 九龍巴士（一九三三） （页面存档备份，存于）
- Long Win HK Disneyland Route 龍運迪士尼路線－R42 （页面存档备份，存于）
- i-busnet.com－龍運R42號路線 LWB Rt. R42
- 龍運路線 R42 （页面存档备份，存于）